# Swiss Open Gstaad 2018
Swiss Open Gstaad 2018 — тенісний турнір, що проходив на ґрунтових кортах у місті Гштаад, Швейцарія з 23 липня. Належав до категорії ATP World Tour 250.

## Фінальна частина

### Одиночний розряд
Маттео Берреттіні —  Роберто Баутіста Аґут 7–6(11–9), 6–4

### Парний розряд
Маттео Берреттіні /  Даніеле Браччалі —  Денис Молчанов /  Ігор Зеленай 7–6(7–2), 7–6(7–5)